# Fernando Soto Martín
Fernando Soto Martín (Sevilla, 6 de diciembre de 1938 - Sevilla, 9 de julio de 2014) fue un sindicalista y político español.
Trabajador de CASA, participó en la fundación de Comisiones Obreras en la provincia de Sevilla junto a otros destacados dirigentes del sector metalúrgico como Eduardo Saborido o Francisco Acosta. Su actividad sindical fue paralela a su militancia política en el Partido Comunista de España, del que fue miembro del Comité Provincial, y posteriormente del Comité Central y el Comité Ejecutivo. Fue detenido por dichas actividades en 1967, siendo deportado en 1968 a Valdepeñas de Jaén.
Posteriormente pasó una temporada en París y Madrid dedicado a tareas organizativas del partido, regresando a Sevilla como responsable de Andalucía. En junio de 1972 fue detenido junto a los demás miembros de la dirección estatal de CCOO, lo que daría lugar al Proceso 1001. Abandonaría la prisión tras el indulto concedido en 1975 por el recién coronado como Rey de España, Juan Carlos I.
En las elecciones generales de 1977 fue elegido diputado por Sevilla, centrando su actividad parlamentaria en el establecimiento de la preautonomía andaluza. Reelegido en las elecciones generales de 1979, abandonó el PCE en 1984.
Posteriormente ingresó en el Partido Socialista Obrero Español, ejerciendo como asesor de la presidencia de la Junta de Andalucía, siendo elegido diputado del Parlamento de Andalucía en 1986 y senador por designación autonómica. En 1989 y 1993 fue de nuevo elegido diputado a Cortes Generales, esta vez por el PSOE. En 1998 le fue concedida la Medalla de Andalucía por su trayectoria sindical.